# Hannes Wagner (Skirennläufer)
Hannes Wagner (* 24. Mai 1986) ist ein ehemaliger deutscher Skirennläufer. Er startete für den SV Hindelang und wurde sechsmal Deutscher Meister.

## Biografie
Sein erstes FIS-Rennen bestritt Wagner im Dezember 2001. Im Januar 2004 fuhr er sein erstes Europacup-Rennen und am 9. November 2007 erzielte er in dieser Rennserie als Neunter im Indoor-Bewerb von Landgraaf sein erstes Top-10-Ergebnis. Sein bestes Ergebnis bei Juniorenweltmeisterschaften, an denen er von 2004 bis 2006 teilnahm, war der 16. Platz im Slalom 2006. Wagners erster großer Erfolg war der Gewinn der Deutschen Meisterschaft im Abfahrtslauf 2007, bei der er nur eine Hundertstelsekunde vor den beiden Zweitplatzierten Stephan Keppler und Johannes Stehle siegte. 2008 konnte er diesen Sieg wiederholen und gewann zudem im Super-G und in der Super-Kombination erstmals den Titel. Im März 2010 kam ein weiterer Deutscher Meistertitel in der Abfahrt hinzu. Zwei Wochen davor hatte er mit Platz zwei in der Super-Kombination und Platz sechs im Super-G von Sarntal-Reinswald seine besten Ergebnisse im Europacup erreicht.
Am 20. Dezember 2008 war Wagner erstmals im Weltcup am Start. In der Abfahrt von Gröden belegte er Rang 37. Während der nächsten zwei Jahre kam er zu weiteren neun Weltcupeinsätzen, doch gewann er in keinem seiner Rennen Weltcuppunkte. Sein bestes Weltcupergebnis war der 32. Platz in der Super-Kombination von Wengen am 15. Januar 2010. Mit der Teilnahme an den Deutschen Meisterschaften 2011, bei denen er seinen zweiten Titel in der Super-Kombination und den insgesamt sechsten Deutschen Meistertitel gewann, beendete Wagner seine Karriere. In der Saison 2011/12 arbeitet er als Trainer für den Deutschen Skiverband.

## Erfolge

### Juniorenweltmeisterschaften
- Maribor 2004: 43. Abfahrt, 47. Super-G
- Bardonecchia 2005: 36. Riesenslalom, 40. Abfahrt, 50. Super-G
- Québec 2006: 16. Slalom, 22. Super-G

### Europacup
- Saison 2009/10: 5. Super-Kombinations-Wertung
- 1 Podestplatz

### Deutsche Meisterschaften
Wagner ist sechsfacher Deutscher Meister:
- 3× Abfahrt: 2007, 2008 und 2010
- 1× Super-G: 2008
- 2× Super-Kombination: 2008, 2011

### Weitere Erfolge
- 8 Siege in FIS-Rennen (3× Super-G, 2× Slalom, 2× Riesenslalom, 1× Super-Kombination)